# آلفرد گیلبرت
سر آلفرد گیلبرت (انگلیسی: Sir Alfred Gilbert؛ ۱۲ اوت ۱۸۵۴ – ۴ نوامبر ۱۹۳۴) مجسمه‌ساز انگلیسی بود. او در لندن متولد شد و مجسمه‌سازی را زیرنظر ژوزف ادگار بوم، متیو نوبل، ادوارد لانتری و پیر-ژول کاولیر آموخت. اولین اثر مهمِ او بوسهٔ پیروزی نام داشت و به دنبالش سه‌گانهٔ تسلیح پرسئوس، ایکاروس و کمدی و تراژدی. خلاق‌ترین سال‌های حرفه‌ای او از دههٔ ۱۸۸۰ تا اواخر دههٔ ۱۸۹۰ بود؛ همان سال‌هایی که آثارِ مشهورِ یادبود جوبیلی طلایی ملکه ویکتوریا و آب‌نمای یادوارهٔ شافتسبوری را خلق کرد.
گیلبرت علاوه بر مجسمه‌سازی، تکنیک‌های دیگری همچون زرگری و کوبش‌کاری را نیز مورد بررسی قرار داد. او نقاشی‌هایی با آبرنگ می‌کشید و تصویرگری کتاب انجام می‌داد. او در سال ۱۸۹۲ به عضویت آکادمی سلطنتی هنر درآمد. با این حال، زندگی شخصی او شروع به از هم گسیختگی کرد زیرا مأموریت‌های زیادی برعهده گرفت و بدهکار شد. در همان زمان بود که سلامت روانی همسرش نیز رو به وخامت گذاشت. گیلبرت در سال ۱۸۹۲ کمیسیونی سلطنتی برای مقبرهٔ شاهزاده آلبرت ویکتور دریافت کرد اما نتوانست آن را به پایان برساند و شکایت‌های سایر مشتریان ناراضی آغاز شد. گیلبرت در اواخر دههٔ ۱۹۰۰ مجبور شد خود را ورشکسته اعلام کند و از آکادمی سلطنتی استعفا دهد. او با شرمندگی به بروخه نقل مکان کرد و از همسرش جدا شد. او بعدها دوباره ازدواج کرد و وارد دوره‌ای شد که آثار هنری کمی خلق کرد.
با این حال در دههٔ ۱۹۲۰، حرفهٔ او با کمک روزنامه‌نگاری به نام ایزابل مک‌آلیستر بازسازی شد. او به انگلستان بازگشت و سرانجام مقبرهٔ شاهزاده آلبرت ویکتور را تکمیل کرد و مأموریت‌های جدیدی مانند یادبود ملکه الکساندرا را برعهده گرفت. گیلبرت در سال ۱۹۳۲ به‌عنوان یکی از اعضای آکادمی سلطنتی برگزیده شد و عنوان شوالیه را به او اعطا کردند. او در سال ۱۹۳۴ در سن ۸۰ سالگی درگذشت. گیلبرت الهام‌بخش اصلی جنبش مجسمه‌سازی نوین بود و در قرن بیست و یکم، از او به عنوان یکی از برجسته‌ترین مجسمه‌سازان عصر ویکتوریا یاد می‌شود.

## اوایل زندگی
آلفرد گیلبرت ۱۲ اوت ۱۸۵۴ در شمارهٔ ۱۳ خیابان برنرز که در نزدیکی خیابان آکسفورد در مرکز لندن بود متولد شد. او فرزند ارشد شارلوت کول و آلفرد گیلبرت بود که هر دوی آن‌ها موسیقی‌دان بودند. خیابان برنرز در آن زمان منطقه‌ای محبوب بین هنرمندان و موسیقی‌دانان بود. مغازه‌هایی در این خیابان وجود داشت که شیشه‌های رنگی، کنده‌کاری، چاپ و آثار هنری برنزی می‌فروختند؛ فورد مادوکس براون و ادوارد هاجز بیلی استودیوهایی در همان حوالی داشتند و آکادمی لی (که جیمز ماتیوس لی اداره می‌کرد) در همان نزدیکی قرار داشت که بعدها به مدرسهٔ هنر توماس جی. هیثرلی تبدیل شد. گیلبرت برای اولین بار در سال ۱۸۶۳ برای چند ماه در آکادمی ویلیام کمهد که یک مدرسهٔ نیروی دریایی در نزدیکی پورتسموث بود شرکت کرد. او بعدها به مدرسهٔ مرسرز در سیتی لندن و سپس به مدرسهٔ آلدنهم در هرتفوردشر، جایی که پدرش موسیقی تدریس می‌کرد، رفت. گیلبرت بعداً اظهار داشت: «من همیشه از مدرسه متنفر بودم.» او بیشتر از وقت گذرانی با پدربزرگ پدری‌اش لذت می‌برد. پدربزرگ پدری‌اش به او یاد می‌داد که چگونه چوب‌کاری کند. گیلبرت در آلدنهم، شروع به ساختن تک‌چهره‌هایی از همکلاسی‌های خود با خاکی کرد که از گودال‌ها می‌گرفت و مدیر مدرسه، آلفرد لیمن او را تشویق می‌کرد تا جایی که گیلبرت در سال ۱۸۷۲ یک تک‌چهرهٔ تمام قدِ نشسته از او ساخت.
پدر گیلبرت او را مجبور کرد تا جراح شود؛ بنابراین او برای کالج سلطنتی جراحان درخواست داد و در سال ۱۸۷۲ پذیرفته شد. او سپس برای بورسیهٔ تحصیلی به بیمارستان میدلسکس رفت و به‌عنوان جراح مشغول به کار شد و زمانی که رد شد، این موضوع به او اجازه داد تا علاقهٔ واقعی خود به مجسمه‌سازی را دنبال کند. نخست از سال ۱۸۷۲ تا ۱۸۷۳ در مدرسهٔ هنر توماس جی. هیثرلی تحصیل کرد و سپس از ۱۸۷۳ تا ۱۸۷۵ به مدرسه‌های آکادمی سلطنتی رفت. فرانک دیکسی، جانستون فوربز-رابرتسون، جان ماکالان سوان، هامو تورنیکرافت و جان ویلیام واترهاوس از جمله هم‌شاگردانش بودند. او که مشتاق یادگیری بود، در استودیوهای ژوزف بوم، متیو نوبل و ویلیام گیبس راجرز نیز کار کرد. گیلبرت وام‌دار بوم و دستیارش، ادوارد لانتری به عنوان معلم‌های واقعی خود است.
گیلبرت سپس به پاریس سفر کرد تا در مدرسهٔ هنرهای زیبا زیر نظر پیر-ژول کاولیر تحصیل کند. او عاشق دختر عموی خود، آلیس جین گیلبرت شده بود و برای ازدواج با هم فرار کردند. آن‌ها در پاریس، ابتدا در هتل آرتزیان در میدان مادلین و سپس در شمارهٔ ۱۷ خیابان هومبولت زندگی کردند. گیلبرت در آوریل ۱۸۷۸ به انگلستان بازگشت تا در بستر مرگ برادر کوچکترش گوردون باشد که در سن ۲۰ سالگی، تسلیم بیماری سل شد. در اواخر همان سال، گیلبرت با همسر و دو فرزندِ خردسالش به رم نقل مکان کرد. آن‌ها در شمارهٔ ۶۳ ویکولو دمیراکولی زندگی می‌کردند و با مشکلات مالی مواجه بودند زیرا گیلبرت منتظر بود تا به او کمیسیون پرداخت شود و در عین حال مجبور به پرداخت اجاره بها بود. گیلبرت در سال ۱۸۸۱ زمان خود را بین یک فضای استودیویی جدید در شمارهٔ ۱۸ ویا سن باسیلیو در رم و کاپری تقسیم می‌کرد. او در سال ۱۸۸۴ به انگلستان بازگشت.

## حرفه

### نخستین آثار

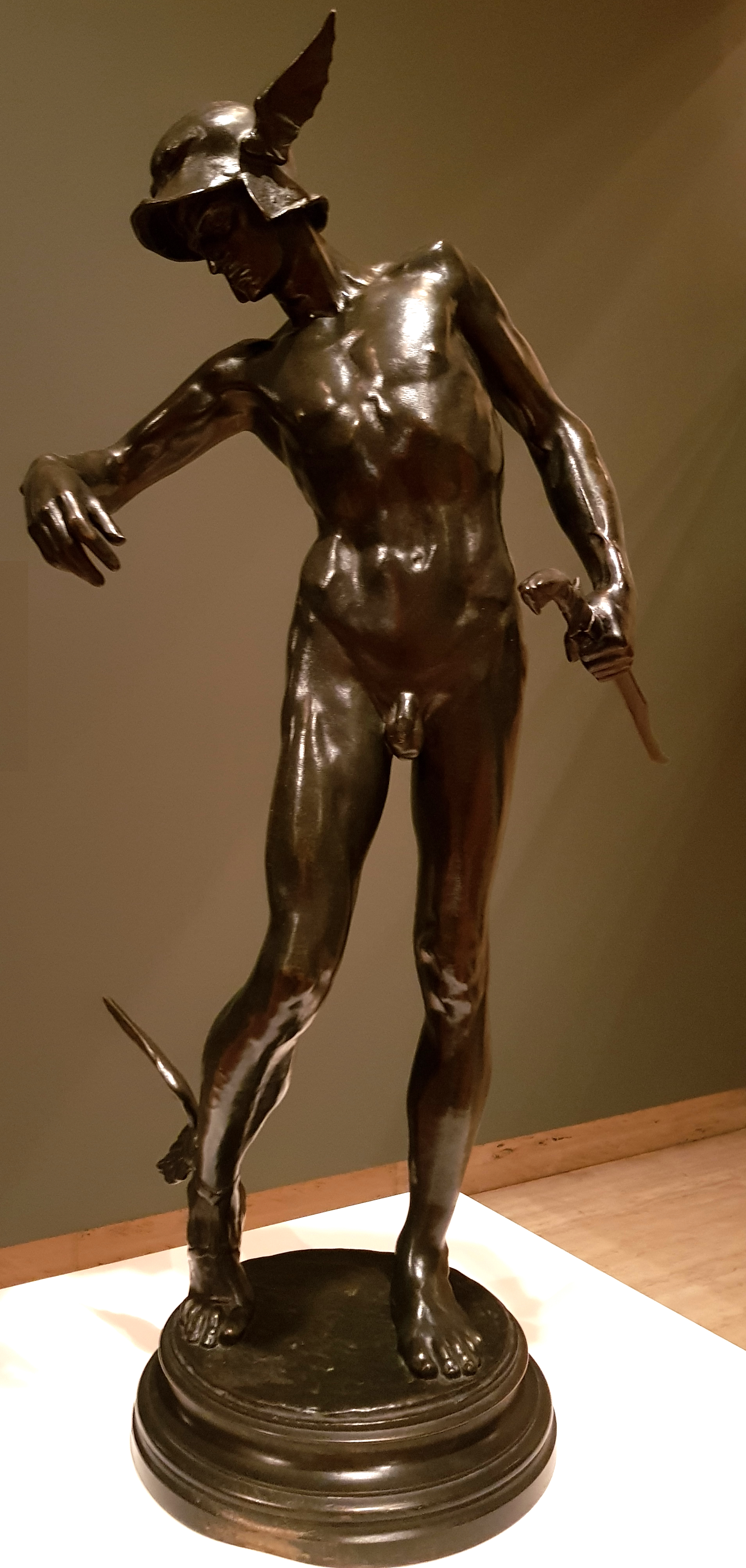
تسلیح پرسئوس الهام بخش جنبش مجسمه‌سازی نوین

اولین اثر مهم گیلبرت، بوسهٔ پیروزی (۱۸۸۱–۱۸۸۷) بود که یک سرباز رومی را در حال مرگ در آغوش پیروزی به تصویر می‌کشید. او با خانواده‌اش به رم نقل مکان کرد تا مجسمه‌ای از سنگ مرمر بسازد که مورد توجه مجسمه‌سازان مشهور رنسانس مانند چلینی، دوناتلو، جیامبولونیا و وروکیو قرار گرفت. گیلبرت ساخت تسلیح پرسئوس (۱۸۸۲) را با بازدید از فلورانس الهام گرفت و این مجسمه را تحت تأثیر داوود دوناتلو و پرسئوس با سر مدوسا چلینی ساخت. این اولین مجسمهٔ گیلبرت بود که از برنز ساخته شد. این اثر مورد تحسین قرار گرفت و فردریک لیتون را به سفارش ایکاروس (۱۸۸۴) سوق داد که در سال ۱۸۸۴ به همراه مطالعهٔ سر (۸۳–۱۸۸۲) در آکادمی سلطنتی به نمایش گذاشته شد. گیلبرت همچنین صندلی طلسم‌شده (حدود ۱۸۸۵) را ساخت تا دوباره آن را نابود کند. بارونس فون فاهنبرگ، گیلبرت را مأمور کرد تا آرامگاهی را در اسپا، بلژیک طراحی کند اما او بدون امضای توافقنامهٔ نهایی درگذشت و باعث شد که او برای غرامت شکایت کند. گیلبرت بعداً به ژوزف هاتون گفت که مجسمه‌های برنزی تسلیح پرسئوس، ایکاروس و کمدی و تراژدی (۹۲–۱۸۹۱) سه‌گانه‌ای را تشکیل می‌دهند که به زندگی خودِ او اشاره می‌کند. تسلیح پرسئوس تأثیر زیادی بر نسل جدیدی از هنرمندان داشت و به الهام‌بخشی خاص برای جنبش مجسمه‌سازی نوین تبدیل شد زیرا روش ریخته‌گری (لاست واکس) برای اجتماع انگلیسی جدید بود و بلندیِ ۲۹ اینچی آن نوآورانه. این مجسمه، بزرگتر از یک مجسمهٔ تزئینی بود که ممکن است اتاق نشیمن را تزئین کند اما کوچکتر از یک مجسمهٔ معمولی بود.

### دورهٔ خلاقیت
گیلبرت پس از بازگشت به انگلستان، استودیویی را در مجتمعی در نزدیکی جادهٔ فولام گرفت و در آنجا با توماس استیرلینگ لی و ادوارد اونسلو فورد، یک کارخانهٔ ذوب ساخت. کار مهمِ بعدیِ او دوباره از نظر اندازه یک نوآوری بود: بنای یادبود فاست (۸۷–۱۸۸۵)، مجسمهٔ نیم‌تنهٔ برنزی از هنری فاستِ سیاستمدار را در بالای هفت مجسمهٔ کوچک با جزئیاتِ حدوداً پانزده اینچی نشان می‌داد که به‌طور جداگانه نمایانگر فضایل فاست بودند. این یادبود هنگامی که در ۲۹ ژانویهٔ ۱۸۸۷ در کلیسای وست‌مینستر رونمایی شد، مورد تحسین منتقدان قرار گرفت. در آن زمان به گیلبرت مأموریت داده شد که یادبودی دیگر، این بار برای جوبیلی طلایی ملکه ویکتوریا که قرار بود در سالنی بزرگ در قصر وینچستر برگزار شود تهیه کند. گیلبرت از اواخر دههٔ ۱۸۸۰ تا اواخر دههٔ ۱۸۹۰ در خلاق‌ترین دورهٔ حرفه‌ای خود قرار داشت. او به زرگری و کوبش‌کاری مشغول شد و یک جابشقابی (۱۸۹۰–۱۸۸۷) که افسران ارتش بریتانیا به ملکه ویکتوریا دادند و یک زنجیر برای شهردار پرستون (۱۸۸۸–۱۸۹۲) ساخت. گیلبرت مدال‌هایی مانند تک‌چهرهٔ برنز متیو ریدلی کوربت (۱۸۸۱) و مدال برنزی ضرب‌شده به مناسبت پنجاه سالگیِ اتحادیهٔ هنر لندن (۱۸۸۷) تولید کرد. او همچنین قاشق، فنجان، ظروف و جواهرات خلق کرد. بسیاری از طرح‌های او را می‌توان در مجموعه‌ای در قصر لوپم دید. ماریون اسپیلمن، منتقد هنر معاصر در سال ۱۹۰۱ نوشت: «ذوق و سلیقهٔ او آن قدر خالص است، نبوغش آن قدر درست است که ممکن است بدون خطر، در جایی که مرد دیگری شورش می‌کند و غمگین می‌شود، کاملاً به خیال خود رها شود.»

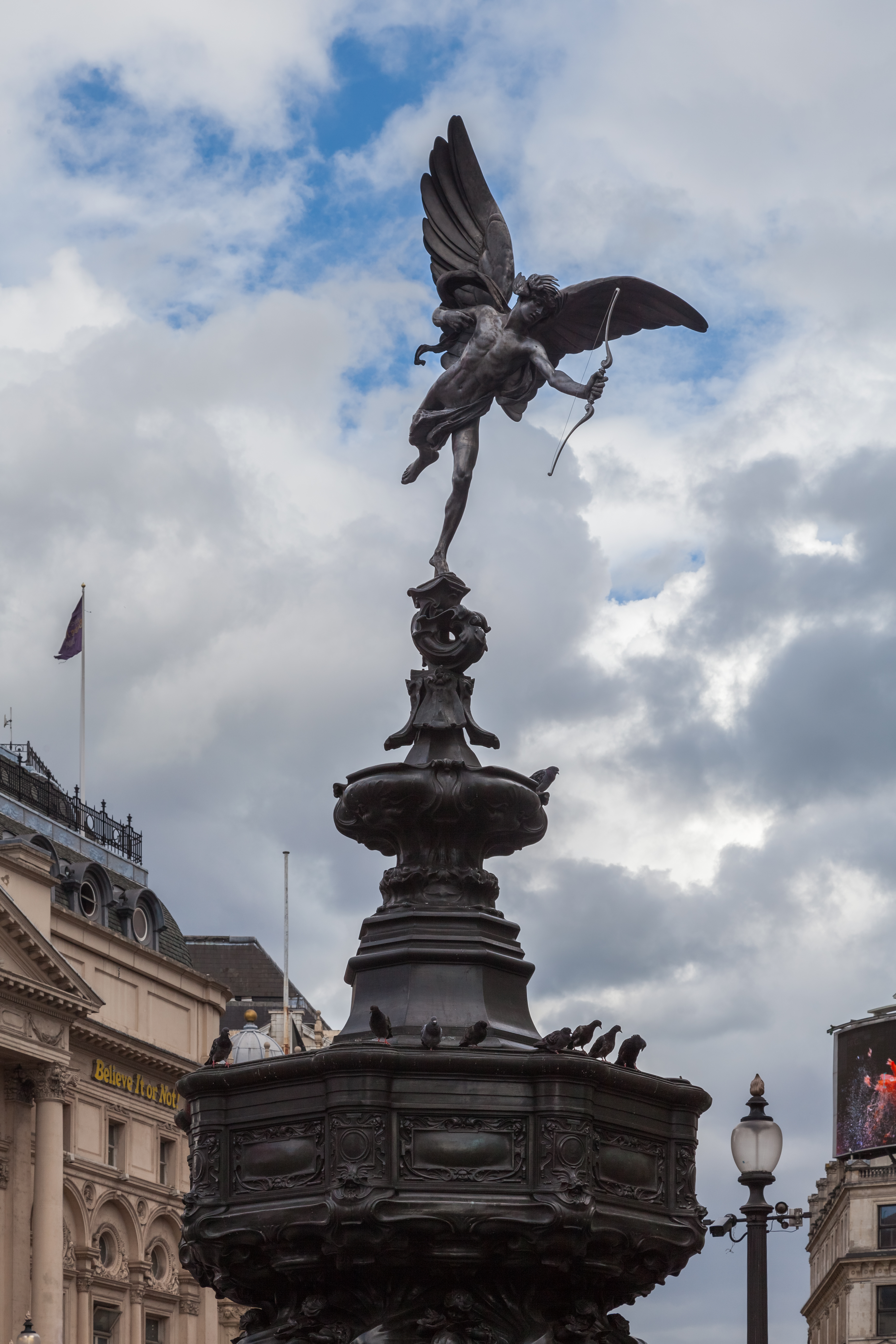
آب‌نمای یادبود شافتسبوری در پیکدیلی سرکس. آنتروس یکی از اولین مجسمه‌هایی است که از آلومینیوم ریخته‌گری شد

اثر قابل توجه بعدی گیلبرت آب‌نمای یادوارهٔ شافتسبوری (۱۸۸۶–۱۸۹۳) بود. آنتونی اشلی-کوپر، هفتمین اِرل شافتسبوری، انسان‌دوستی بود که در سال ۱۸۸۵ درگذشت و به‌سرعت تصمیم گرفته شد که زندگی او را با دو بنای یادبود، یکی در کلیسای وست‌مینستر و دیگری در کمبریج سرکس، در ابتدای خیابان شافتسبوری (که همزمان به نام او نامگذاری شد) گرامی بدارند. این بنای یادبود در سال ۱۸۸۶ به بهره‌برداری رسید و به‌طور رسمی در پیکدیلی سرکس شهر لندن در سال ۱۸۹۳ افتتاح شد. گیلبرت کمیسیون را با تضمین اینکه به او مفرغ موردنیاز برای ذوب و استفادهٔ مجدد داده می‌شود پذیرفته بود اما دولت آن را به او نداد. او پیشتر قالب‌ها را تهیه کرده بود بنابراین مجبور شد برای استفاده در عوض مس بخرد که این امر ضربهٔ مالی قابل توجهی را به او وارد کرد. برای آب‌نما باید ۳٬۰۰۰ پوند (معادل حدود ۳۲۹٬۲۰۷ پوند در سال ۲۰۱۹) هزینه می‌شد و در نهایت این رقم به ۷٬۰۰۰ پوند (معادل حدود ۷۶۸٬۱۵۰ پوند در سال ۲۰۱۹) رسید که گیلبرت مجبور شد تفاوت را جبران کند. تنها به این دلیل بود که او تکنیک‌های مختلفی را آزمایش می‌کرد که توانست آلومینیوم قالب‌گیری کند. ماده‌ای جدید در آن زمان که او برای ساختن تندیس آنتروس که در بالای مجسمه قرار داشت استفاده کرد. معمولاً اعتقاد بر این است که تندیس اروس را به تصویر می‌کشد، اما آنتروس در واقع برادر او است، انتقام جوی عشق نافرجام. این آب‌نما اکنون به خوبی مورد توجه قرار می‌گیرد و به عنوان یک گنجینهٔ ملی دیده می‌شود اما در آن زمان بحث‌برانگیز و نظرات در مورد ارزش آن متفاوت بود. رسانه‌های جریان اصلی از طراحی این آب‌نما انتقاد کردند که باعث خیس شدن دختران گل می‌شد و هولیگانیسم به این معنی بود که باید یک سال از آن محافظت شود. هشت فنجان نوشیدنی روی زنجیر برای عابران پیاده جهت رفع تشنگی در نظر گرفته شده بود و گیلبرت اظهار داشت که تنها یک روز پس از باز شدن، دو فنجان از آن باقی مانده بود. او به «تجربهٔ دردناکی که شاهد شکست مطلق قصد و طراحی» خود بود اشاره کرد.

## زندگی شخصی

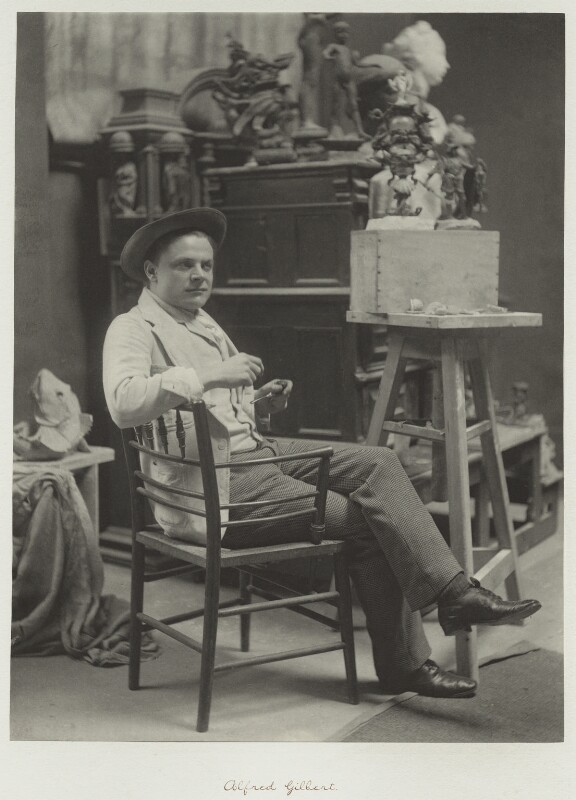
عکسی که گیلبرت را حدود سال ۱۸۸۹ در استودیوی خودش در جادهٔ فولام نشان می‌دهد.

گیلبرت و دخترعمویش، آلیس جین گیلبرت (۱۹۱۶–۱۸۴۷) در ۳ ژانویه ۱۸۷۶، با هدف ازدواج به پاریس فرار کردند و همان روز بود که با هم ازدواج کردند. آن‌ها پنج فرزند داشتند؛ جورج (متولد ۹ مه ۱۸۷۶)، ماری (متولد ۱۸۷۷)، فرانسیس (متولد ۱۸۷۷)، آلفردو (متولد ۱۸۸۰) و شارلوت امیلی (متولد ۱۸۸۱). شارلوت بعدها با نام کاپرینا فاهی به یکی از طرفداران برجستهٔ حق رأی زنان تبدیل شد.
آلیس، همسر گیلبرت بلافاصله پس از افتتاح رسمی آب‌نمای یادبود شافتسبوری در سال ۱۸۹۳، دچار اختلال شد و مدتی را در آسایشگاه روانی گذراند. خانواده دوباره در سال ۱۹۰۱ انگلستان را ترک کردند و در بروخه ساکن شدند. این ازدواج در سال ۱۹۰۴ به هم خورد و آلیس دوباره در بیمارستان بستری شد. او در سال ۱۹۱۶ درگذشت. گیلبرت بار دیگر در سال ۱۹۱۸ با خانه‌دار خود استفانی کواگبر ازدواج کرد. او در آن زمان پیشتر مسئولیت کمک به تربیت هفت فرزند او را از ازدواج قبلی برعهده گرفته بود. آن‌ها در سال ۱۹۲۶ به زندگی مشترک خود پایان دادند؛ کواگبر در بلژیک ماند و گیلبرت دوباره به انگلستان نقل مکان کرد. با این حال، گیلبرت تا زمان مرگش چک‌های ماهیانهٔ او را برای حمایت از خانواده می‌فرستاد. گیلبرت در پایان زندگی خود با جورجینا بکت ترل رابطهٔ عاشقانه داشت.

## مرگ و میراث
گیلبرت در ۴ نوامبر ۱۹۳۴ در خانهٔ سالمندان کرامول شهر لندن درگذشت. او مدت‌ها بیمار بود و از خوردن غذا امتناع می‌کرد. پس از مرگ، جسدش سوزانده شد. گیلبرت در زمان مرگ یکی از شناخته‌شده‌ترین چهره‌های جامعهٔ انگلیس به‌شمار می‌رفت و قرار بود فیلمی دربارهٔ او بسازند. سپس برای دهه‌ها مورد بی‌توجهی قرار گرفت، تا اینکه منتقدی به نام ریچارد دورمنت، زندگی‌نامه‌ای از گیلبرت را در سال ۱۹۸۵ منتشر کرد که پس از آن در سال ۱۹۸۶ در آکادمی سلطنتی هنرها مروری به گذشته انجام شد. گیلبرت اکنون به عنوان یکی از برجسته‌ترین مجسمه‌سازان عصر ویکتوریا در نظر گرفته می‌شود.
در سال ۲۰۱۷، سردیس ملکه ویکتوریا اثر گیلبرت به ارزش ۱٫۲ میلیون پوند مشمول ممنوعیت صادرات شد و در ساتبیز به موزه‌ای در نیویورک فروخته شد. در نهایت، موزهٔ فیتزویلیام در کمبریج بودجه‌ای را برای پرداخت ۱٫۰۱ میلیون پوند برای نگهداری مجسمه در بریتانیا جمع‌آوری کرد. این اثر هنری هر سه معیار کمیتهٔ بررسی صادرات آثار هنری را برآورده می‌کرد؛ از اهمیت هنری ملی و ارزش زیبایی‌شناختی برجسته برخوردار بود و برای مطالعهٔ مجسمه‌سازی حیاتی بود. این مبلغ از طریق کمک‌های مالی و کمک مالی ۲۶۷٫۶۰۰ پوندی از صندوق یادبود میراث ملی (ان‌اچ‌ام‌اف) جمع‌آوری شد.